# 上戸彩 ブリリアント・ライフ
上戸彩 ブリリアント・ライフ（うえとあやブリリアントライフ）はニッポン放送他で2013年9月30日から放送を開始したミニ番組である。
2015年9月26日の放送を以って上戸が産休のため降板。同月28日からは増田みのり（ニッポン放送アナウンサー）が代理パーソナリティを務め、タイトルも『増田みのり ブリリアント・ライフ』として放送される。ただし、あくまで代役のため番組Eメールアドレスは上戸彩のあやから、「aya@1242.com」のままとなっている。
しかし、上戸彩の復帰を待たずに2016年12月30日で番組は終了。代役を務めた増田も終了と同時にニッポン放送を退社し、フリーとなった。なお、この番組の最終回が増田のニッポン放送アナウンサーとしての最後の出演番組となった。

## 番組について
パーソナリティの上戸彩は、2002年から2006年にかけて若者向けの番組「上戸彩 21ピース」（最終の2005年度。それまでも1年ごとにタイトルを変えて放送）のディスクジョッキーを担当しており、それ以来6年のディスクジョッキー番組である。この番組では、上戸が、特に30-40代を中心としたヤングマダム層の共感を得た女性の生き方について、毎週ある1人の人物を取り上げて淡々と語るモノローグ番組となっている。
番組開始時から2014年3月27日まではワイド番組「〜今日も一日〜 Good Job ニッポン」のフロート番組として放送されていたが、プロ野球シーズン開始に伴う番組改編により「Good Job ニッポン」が終了となったため（当該時間は主にプロ野球中継等を放送）、時間変更し単独番組として放送されることになった。
セブン&アイホールディングスの1社提供。ただし、番組の前後には上戸が2015年2月まで出演していたアサヒビールの「クリアアサヒ」のCMが流れる。

## 放送日時
- 月 - 金曜 20:45 - 20:50（2015年9月26日 - 2016年3月24日・9月26日 - 12月30日、『今夜もオトパラ!』内で放送。☆の局は月曜放送なし、◇の局は木･金曜のみ放送）

### 以前の放送日時
- 月 - 金曜 20:32頃から10分程度（2013年9月30日 - 2014年3月27日、☆の局は月曜放送なし）
- 月 - 金曜 20:33頃 - 20:38頃（2014年9月29日 - 2015年3月26日、『今夜もオトパラ!』内で放送）
- 火 - 金曜 21:35 - 21:40（2014年4月1日 - 9月26日・2015年3月31日 - 9月25日・2016年3月29日 - 、プロ野球中継延長に伴い放送時間変更・放送休止の場合あり）
- 土曜 21:25 - 21:30（2014年4月5日 - 9月27日・2015年4月4日 - 9月26日・2016年4月2日 - 、プロ野球中継延長に伴い放送時間変更・放送休止の場合あり）

## 放送局
ニッポン放送ローカル（2016年3月29日 - ）

### 以前の放送局
2013年9月30日 - 2014年3月27日は以下の放送局で放送。
- 山形放送、☆ラジオ福島、☆栃木放送、☆信越放送、☆北日本放送、☆和歌山放送、西日本放送（以上8局　月曜のみ3局）

2014年9月29日 - 2015年3月26日は以下の放送局で放送。
- 山形放送、☆ラジオ福島（-2015年3月13日）、☆栃木放送、北日本放送、☆和歌山放送、西日本放送、☆四国放送（以上8局　月曜のみ4局）

2015年9月28日 - 2016年3月24日は以下の放送局で放送。
- ニッポン放送（制作局）、☆山形放送、☆ラジオ福島、☆栃木放送、◇茨城放送、北日本放送、☆福井放送、☆和歌山放送、☆四国放送、☆西日本放送、☆熊本放送（以上11局 月曜のみ2局）

## ゲスト
- 2014年4月29日 - 5月1日：阿部寛（俳優）※上戸とは同年4月26日に封切られた映画『テルマエ・ロマエ2』で共演している。
- 2014年5月2・3日：武内英樹（フジテレビドラマ制作センター所属演出家・映画監督）※映画『テルマエ・ロマエ2』で監督を務めた。
- 2015年1月26 - 30日：上柳昌彦（ニッポン放送アナウンサー）※上戸がメインパーソナリティを務めた特番『第40回ラジオ・チャリティー・ミュージックソン』でアシスタントを担当した。「今夜もオトパラ!」の月曜から木曜までのパーソナリティーである。